# بخش ازگله
بخش اَزْگَله یکی از بخش‌های تابعه شهرستان ثلاث باباجانی در استان کرمانشاه در غرب ایران است. فاصله این بخش تا مرکز استان حدود ۲۰۰ کیلومتر است. ازگله در حد فاصل شمال غربی شهرستان سرپل ذهاب و شمال شرقی شهرستان قصرشیرین و در نزدیکی مرز عراق قرار دارد.

## تقسیمات کشوری
- بخش ازگله
  - دهستان ازگله
  - دهستان جگیران
  - دهستان سرقلعه

شهرها: ازگله

## مردم
ساکنان بخش ازگله اکثرا اهل تسنن (شافعی) هستند و به زبان کردی و گویش جافی صحبت میکنند ولی
تعدادی از روستاهای بخش ازگله ساکنانش یارسان هستند.

## جمعیت
بنابر سرشماری مرکز آمار ایران، جمعیت بخش ازگله شهرستان ثلاث باباجانی در سال ۱۳۸۵ برابر با ۷۶۰۰ نفر بوده‌است.

## پیشینه
در سال‌های پیش از انقلاب ۵۷ بخش ازگله از جمله بخش‌های تابعه شهرستان پاوه و مرکز آن روستای ازگله بوده‌است که با آغاز جنگ ایران و عراق مرکزیت بخش ازگله به روستای میرآباد مرکز دهستان زمکان فعلی منتقل می‌گردد و به دلیل شرایط جنگی وقت بخشداری و برخی از نمایندگی‌های ادارات و نهادها درمیرآباد مشغول فعالیت می‌شوند.
این وضع تا سال ۱۳۶۳ ادامه می‌یابد و در آن سال که مرکزیت بخش مذکور به روستای تازه‌آباد منتقل و تحت عنوان بخش ثلاث باباجانی تغییر نام داده و به عنوان یکی از بخش‌های شهرستان جوانرود مطرح شد تا اینکه در مورخه ۲۲/۳/۸۱ براساس مصوبه هیئت وزیران بخش گسترده و وسیع ثلاث باباجانی به شهرستان ارتقا یافت.

## زمین لرزه
در ۲۱ آبان سال ۱۳۹۶، زمین لرزله‌ای به قدرت ۷٫۳ در مقیاس ریشتر این شهر را لرزاند. این شهر نزدیک‌ترین شهر به کانون زلزله (۵ کیلومتر) بود. عمق زمین لرزه ۱۰ کیلومتر بوده که به علت عمق کم و مدت زیاد در کل منطقه شمال غرب کشور تا ساکنان ساختمان‌های بلند در تهران این زمین لرزه را احساس کردند. این زلزله در بغداد و کویت هم احساس شده‌است.

## دیدنی‌ها
قدمگاه «شخص چرمیسوار» در دهستان جیگران بخش ازگله که در نزدیکی روستایی روی تپه‌ای مشرف به آن قرار دارد از دیدنی‌های منطقه‌است. در این محل که آن را قدمگاه می‌دانند یک درخت مهم و چند «نی» وجود دارد که مردم منطقه به آن‌ها پارچه‌های سبز بسته‌اند. مردم منطقه، چرمه‌سوار یا سوار سفیدپوش را از صحابهٔ محمد می‌دانند که در زمان‌های گذشته از این محل عبور کرده‌است و به همین دلیل، آنجا را مقدس می‌دانند و پناه بردن به آن را کمکی در «رفع گرفتاری‌ها» می‌پندارند.

## روستاها
روستاهای بخش ازگله شهرستان ثلاث باباجانی:
- دهستان ازگله

```
قره‌ژاله مهرعلی
 ، 
داره‌لار علیجان
 ، 
گردل‌گاری علی آقا
 ،  
تازه‌آباد گردل‌گاری
 ، 
دارنیله‌عزیز
 ، 
دره‌اسیابرشید
 
مله‌کرمینه شاهمراد
 ، 
غازان دول علیمراد
 ، 
دارنیله‌اسکندر
 ، 
تازه‌آباد گاری‌خان‌محمد
 ، 
پوکه‌عباس
 ،  
تپه‌کبود حسن‌غلامی
 ، 
تپه‌کبود سفلی عبدل‌محمد
 ، 
پشت‌تنگ‌گاری
 ، 
اسپرازگله
 ، 
پشت‌اسپربارانی
 ، 
ژاله‌کو سه
 ، 
نقده سفلی
 ، 
پلک‌مله کرمینه
 ، 
گوه سیدمحمدحسینی
 ، 
خوربان
 ، 
سردسیر پشت‌گاری
 ، 
دربندد هول
 ، 
بانگار علیا
 ، 
بانگار سفلی
 ، 
داره‌لارعبدالکریم
 ، 
ژالان‌رشید
 ، 
آبدالان‌میرکی
 ، 
سیوانه سهتیان
 ، 
سیوانه‌دارچک
 ، 
علی آقایی بالایی بانی چنور
 ، 
کانی‌ژاله‌حاجی‌حسین
 ، 
کاکمیرکی
 ، 
علی آقایی پایین
 ، 
داری‌زنگنه پایین
 ، 
دره‌ژاله سفلی
 ، 
دره‌ژاله علیا
 ،  
کان یکریم‌یارولی
 ، 
ژالان‌تپه کاکه‌عزیز
 ، 
دوله خشک‌عزیز
```

- دهستان جگیران

```
میش‌رنگین‌حاجی‌قادر
 ، 
میل‌قادر سفلی
 ، 
میل‌قادر علیا
 ،  
نعل‌بند گرجی
 ، 
امام‌عباس سفلی
 ، 
امام‌عباس علیا
 ،
توه‌خشکه (ثلاث باباجانی)
 ، 
داره‌لارکریم
 ، 
سرایی
 ،  
سفیدسوار
 ، 
سهتپان‌سلیم
 ، 
کانی‌شیرینه
 ، 
کیله‌سفید (ثلاث باباجانی)
 ، 
گرده‌نو
 ، 
اینه‌وندداره‌رشته
 ،  
دارتوت‌موالی
 ، 
تپه‌کبود (ثلاث باباجانی)
 ، 
چناره‌علی‌مدد
 ، 
چناره‌لطیف
 ، 
چناره‌مجید
 ، 
سهتپان‌عزیز
 ، 
لایزکریم
 ، 
مرادخانی سیاره جگیران
 ، 
اینه‌وند عبدالله
 ، 
تپه‌کبود سفلی
```

- دهستان سرقلعه

سلمانه (ثلاث باباجانی)  ، تپه‌رش (سرپل ذهاب) ، تیله کوه علیا ، تیله کوه سفلی  ،  محل بازارچه مرزی ،  توه‌خشکه ( علی آقایی) ، هوان ، تپه‌کنعان ، دربندزرد علیا ، دربندزرد سفلی ، پله فیروزه ، سایه هوار ، قلعه سر قلعه ، تپه‌درویشی ، شیخ روزین ، تپه نوروز ،  کوه زرد ، پشتیله ، باویسی علیا ، باویسی سفلی ، باویسی مصطفی ، چفته علیا ، تیله سفلی ، باویسی سیدمحمد باویسی مامیشان ، رویله‌حسن ، رویله سفلی ، سیورهوار